# Municipio de Richmond (condado de Nemaha)
El municipio de Richmond (en inglés: Richmond Township) es un municipio ubicado en el condado de Nemaha en el estado estadounidense de Kansas. En el año 2010 tenía una población de 519 habitantes y una densidad poblacional de 5,88 personas por km².

## Geografía
El municipio de Richmond se encuentra ubicado en las coordenadas 39°52′20″N 96°4′14″O / 39.87222, -96.07056. Según la Oficina del Censo de los Estados Unidos, el municipio tiene una superficie total de 88.34 km², de la cual 88,34 km² corresponden a tierra firme y (0 %) 0 km² es agua.

## Demografía
Según el censo de 2010, había 519 personas residiendo en el municipio de Richmond. La densidad de población era de 5,88 hab./km². De los 519 habitantes, el municipio de Richmond estaba compuesto por el 99,42 % blancos, el 0,19 % eran afroamericanos, el 0,19 % eran de otras razas y el 0,19 % eran de una mezcla de razas. Del total de la población el 1,16 % eran hispanos o latinos de cualquier raza.